# Ottone Agenio
Ottone Agenio da Lustrola, o Ottone Ageno (in latino Ottone Agenius Lustrulanus) è il nome attribuito a un'inesistente figura di anatomista medievale, frutto di un'erronea tradizione storiografica, tradizionalmente proveniente dalla località di Lustrola, vicino a Granaglione. La leggenda fu inventata dal nulla dal falsario bolognese Alessandro Macchiavelli, che nel Effemeridi sacro-civili perpetue bolognesi affermava di averla scoperta in un presunto Framenti storici Persicetani di Ranieri d'Arpinello dalla Foglia.
La consistenza storica della sua figura è da considerare completamente inattendibile, ma nonostante questo la tradizione arrivò ad assegnargli una precisa identità storiografica e compiti accademici: Ottone sarebbe stato un allievo di Mondino dei Liuzzi ed il suo ruolo era quello di settore, di preparatore delle parti anatomiche che il maestro Mondino illustrava agli allievi. Ottone Agenio avrebbe realizzato una lapide, posta nella chiesa dei Santi Pietro e Marcellino a San Giovanni in Persiceto, in segno di amore e rispetto della sua amata Alessandra Giliani, fantomatica anatomista che agiva sotto mentite spoglie maschili.
Inizialmente la tradizione storiografica ipotizzava che Agenio fosse frutto della commistione delle figure di tre anatomisti menzionati da Antoine Portal in Histoire de l'anatomie et de la chirurgie, accanto ad Armando Guascone (“Ottus, Aggèrius, Lustrulahus et Armandus de Guassa furent ceux qui y professèrent d'abord l'Anatomie”).